# Carl Philip von Schwerin
Carl Philip Bogislaus von Schwerin, född den 3 juli 1839 i Sala, död den 13 februari 1904 i Karlsborgs församling, var en svensk greve och militär. Han var sonson till Fredrik Bogislaus von Schwerin och far till Gustaf von Schwerin.
von Schwerin blev underlöjtnant vid Västmanlands regemente 1859, löjtnant där 1863, kapten 1874, major 1886 och överstelöjtnant 1892. Han beviljades avsked med tillstånd att som överstelöjtnant kvarstå i regementets reserv 1896. von Schwerin blev kommendant på Karlsborgs fästning sistnämnda år och befordrades till överste i armén samma år. Han blev riddare av Svärdsorden 1881, kommendör av andra klassen av samma orden 1899 och kommendör av första klassen 1903. von Schwerin vilar på Södra kyrkogården i Karlsborg.